# Мул птероподовий
Мул птероподовий (рос. ил птероподовый, англ. pteropod ooze; нім. Pteropodenschlamm m) – різновид сучасних пелагічних вапняно-глинистих мулів, збагачених вапняковими раковинами крилоногих молюсків – птеропод, які ведуть планктоновий спосіб життя. На 60 – 80% складається з СаСО3 (арагоніт), решта – глинистий матеріал. 
Зустрічається в теплих водах, переважно в тропічних частинах океанів, г.ч. Атлантичного, на глиб. 700 – 3500 м. Займає всього бл. 0,4% площі дна Світового ок.